# Valentina Smirnova
Valentina Víktorovna Smirnova (en rus: Валентина Викторовна Смирнова), (Byerazino, 1946) va ser una ciclista soviètica d'origen belarús. Especialista en la pista, va guanyar una medalla al Campionat del món de persecució.

## Palmarès
- 1970
  -  Campiona de la Unió Soviètica en persecució per equips
- 1971
  -  Campiona de la Unió Soviètica en persecució per equips
- 1974
  -  Campiona de la Unió Soviètica en persecució